# Грабовый лес

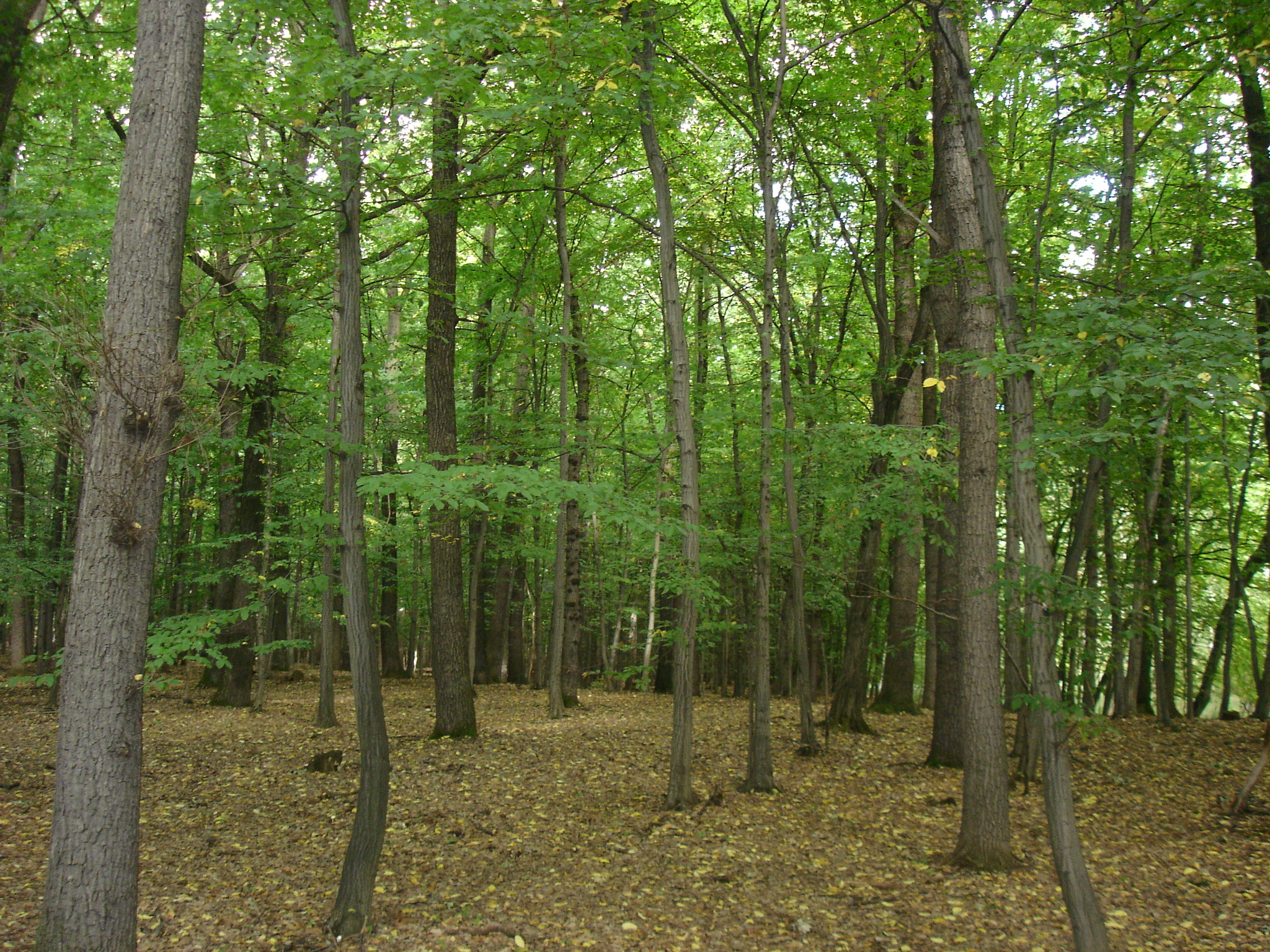
Грабовый лес в природном заповеднике Жернов, Чехия

Гра́бовый лес, или грабня́к — лес, главной лесообразующей породой которого является граб.

## Распространение
Главным образом произрастает в Западной, Центральной и Восточной Европе, реже — в Японии, Корее и Китае. Встречается также в Северной Америке. На территории Российской Федерации имеет место в Калининградской области, Северном Кавказе и юго-западных областях Европейской части России. В зависимости от области произрастания образует лесные массивы из разных видов. Так, на Кавказе и ЕЧР он представлен грабом обыкновенным, а на полуострове Крым — грабом восточным.

## Экология
Лесные насаждения из граба имеют почвозащитное и водоохранное значение, однако оно заметно ниже, чем у сосновых и буковых лесов в связи со слабой лесной подстилкой, образуемой из-за редкой листвы.

## Значение
Древесина граба характеризуется прочностью, тяжестью, хорошей гибкостью и эластичностью, имея широкое применение в машиностроении. Также она используется при изготовлении музыкальных инструментов, а в некоторых случаях — в качестве топлива.